# Year Of The World～Collaboration BEST+DJ KAORI Non Stop MIX
《Year Of The World～Collaboration BEST+DJ KAORI Non Stop MIX》는 한국 출신 가수 BoA가 2009년 8월 19일 일본에서 발매할 예정이었던 콜라보레이션 베스트 음반이다. 사양은 2CD반, 그리고 2CD+1DVD 반이 예정되어 있었다.

## 발매 계획 및 취소
2009년 보아는 일본에서 미국1집과 일본 베스트2집을 한 세트로 기획한 <<BEST&USA>>라는 두번째 베스트앨범을 발매하였다. 당시 이 기획은 팬들로부터 혹평을 들었던 기획으로 일본 베스트2집도 아니고 미국 1집도 아닌 희귀한 구성의 앨범이라는 반응이 많았다. 그 후 얼마 지나지 않아, 그동안 보아가 콜라보레이션한 음원들을 총망라한 콜라보베스트 음반 발매가 결정되었다. 베스트 앨범이 나온지 반년이 채 지나지 않은 시기에 또 다른 구성의 베스트 앨범의 발매 소식에 팬들의 반응은 이번에도 좋지 않았지만, 트랙리스트와 발매일이 결정되었고 HMV, CD Japan을 비롯한 음반사이트에 발매정보가 등록되었다. 그러나, 시기가 얼마지나지 않은 때, 발매가 취소되었고 음반 사이트에 등록된 발매 정보도 모두 내려졌다. 앨범 발매의 취소 이유는 아직까지 밝혀지지 않았다.

## 설명
2CD반, 2CD+1DVD반의 2종으로 발매될 예정이었다. 1CD에는 2002년에 WESTLIFE와 함께 부른 Flying without wings을 비롯하여 당시 최근 곡인 I did it for love까지 타 가수와의 콜라보레이션 음원을 비롯하여 디지털 싱글로만 발매된 Sparkling （i-dep GAAP remix)와 Universe 등 3곡의 새로운 리믹스버젼이 수록될 예정이었다. 
1번 트랙은 당시 미정이었으나, 훗날 발매된 M-Flo와 콜라보레이션한 Bump! Bump!이 타이틀 신곡으로 수록 될 예정이었다는 소문이 존재한다. 2CD에는 DJ KAORI NONSTOP MIX 라는 타이틀로 히트곡들을 엄선하여 논스톱 리믹스로 재구성할 예정이었지만, 정확한 곡목 리스트는 밝혀지지 않았다. DVD반에는 콜라보레이션 음원들의 기존 뮤직비디오가 수록될 예정이었다.

## 수록곡
Disc 1. 
1. 未定
2. UNIVERSE （Remix Ver.） （feat.Crystal Kay&VERBAL （m-flo））
3. Believe in LOVE （ravex feat.BoA）
4. LOSE YOUR MIND （Yutaka Furukawa Remix） （feat.Yutaka Furukawa from DOPING PANDA）
5. LA・LA・LA LOVE SONG （feat.SOUL'd OUT）
6. I Did It For Love （featuring Sean Garrett）
7. the LOVE Bug （m-flo  BoA）
8. Hey Boy、Hey Girl （SEAMO feat.BoA）
9. HOLIDAY （PALM DRIVE （ZEEBRA+今井了介 （FIRST KLAS）+AKIRA+BoA）
10. Everything Needs Love （Mondo Grosso feat.BoA）
11. Flying Without Wings （Westlife feat.BoA）
12. Sparkling （i-dep GAAP remix）
13. 永遠 （Another Ver.）

Disc 2. DJ KAORI NONSTOP MIX
1. DJ KAORI NONSTOP MIX

Disc 3. DVD 
1. 未定
2. UNIVERSE （Live Ver.） （feat.Crystal Kay&VERBAL （m-flo））
3. I Did It For Love （feat.Sean Garrett）
4. Hey Boy、Hey Girl （SEAMO feat.BoA）
5. HOLIDAY 9PALM DRIVE (ZEEBRA+今井了平 (FIRST KLAS)+AKIRA+BoA)